# シーパルちゃん
シーパルちゃんは、宮城県女川町の公式キャラクターである。口癖は、語尾に「〇〇パル～」。名前の由来は、「海 (sea) の友達 (pal)」から。

## 解説
1990年（平成2年）12月27日・足島生まれという設定である。
女川町のイメージを明確にし、女川をPRするため、同年7月16日から8月20日まで公募が行われた。その結果を第9回女川町水産まつりの「女川町シンボルマーク発表会」にて発表し、シーパルちゃんが誕生した。
デザインモチーフは、町の鳥ウミネコで、手には町の魚カツオを抱えている。抱えるものはカツオ以外にも、サンマや女川カレーなどの女川の特産だったり、BiSとコラボレーションして釘バットも持ったりする。
2025年2月には町観光大使の寺嶋由芙が作詞・歌唱するテーマソング「女川町のシーパルちゃん」がつくられた。